# ریکاردو البرتو رامیرز
ریکاردو البرتو رامیرز (انگلیسی: Ricardo Alberto Ramírez; ۵ آوریل ۱۹۷۳ – ۱ مهٔ ۲۰۲۱) بازیکن فوتبال اهل آرژانتین بود.